# Babimost

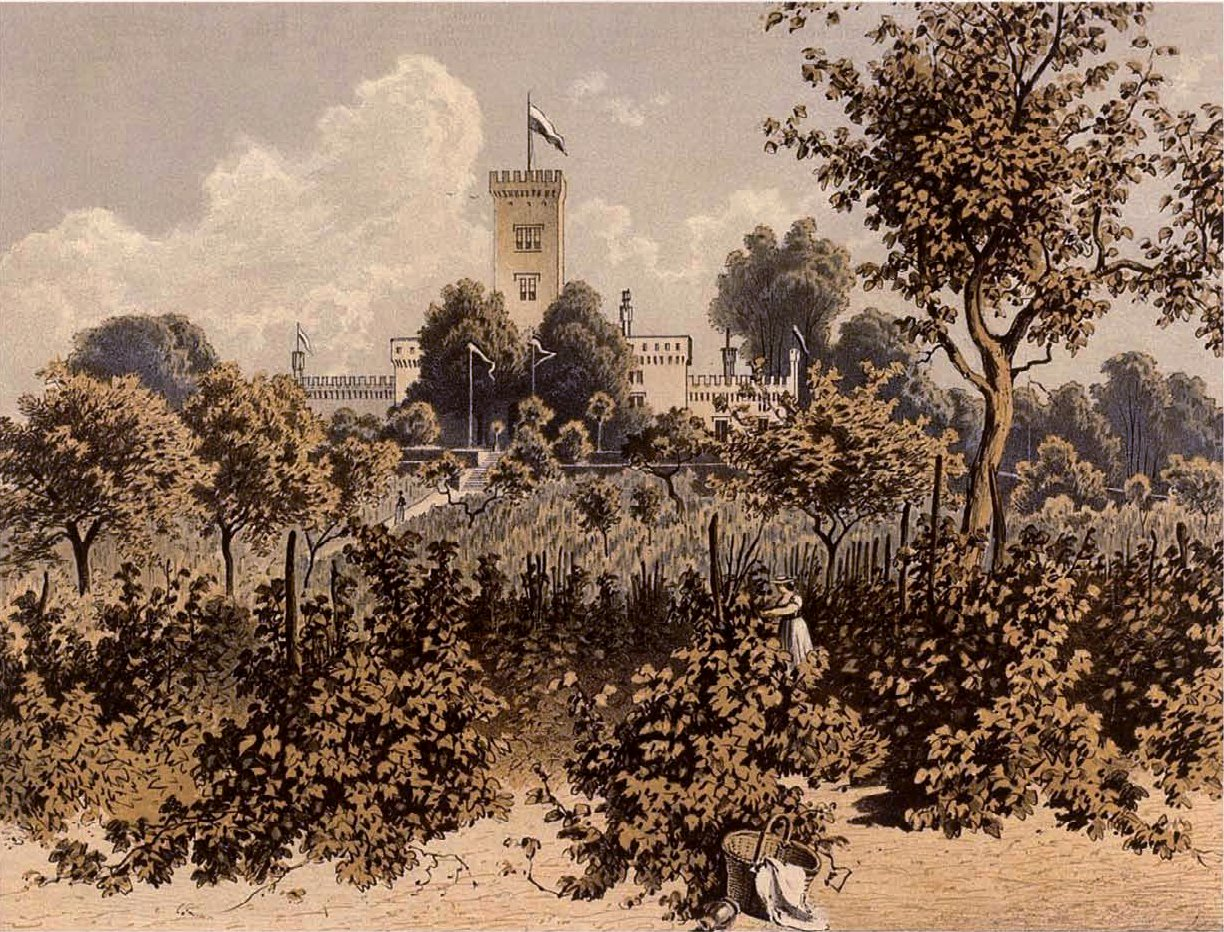
Zamek na Winnicy w Babimoście (dziś nieistniejący)

Babimost (niem. Bomst) – miasto w zachodniej Polsce, w województwie lubuskim, w powiecie zielonogórskim, siedziba gminy miejsko-wiejskiej Babimost.
Babimost leży w historycznej Wielkopolsce. Uzyskał lokację miejską w 1397 roku, Babimost Nowe Miasto lokowany był w 1652, zdegradowany w 1781 roku.

## Nazwa
Nazwa miejscowości w obecnie używanej formie Babimost pojawia się w łacińskim dokumencie z 1257 roku. Po II wojnie światowej zatwierdzono ją jako urzędową 19 maja 1946.
Ma metrykę średniowieczną i istnieje co najmniej od XIII wieku. Wymieniona pierwszy raz w dokumencie z 1257 jako „Babimost”, 1329 „Babinmost”, 1329 „Babümüst”, 1397 „Bomost”, 1405 „Babimost”, 1944 „Bomst” .

## Historia
Miejscowość pierwotnie związana była z Wielkopolską oraz przejściowo z Dolnym Śląskiem. Początkowo była własnością książęcą, w 1257 stała się własnością klasztorną, później szlachecką, żeby od XIV wieku stać się miastem królów polskich. Najstarsza wzmianka pochodzi z 1257 roku, kiedy książę wielkopolski Przemysł I nadał cystersom z Obry miejscowość Babimost wraz z immunitetem ekonomicznym w zamian za Rokitnicę. Babimost posiadał już wówczas zabudowę typu miejskiego. Władysław Łokietek w 1332 roku włączył go trwale do Korony Królestwa Polskiego i ustanowił w nim starostwo niegrodowe. Prawa miejskie w 1397 roku zostały nadane przez króla Władysława Jagiełłę. W 1432 w mieście istniała już szkoła, odnotowano jej rektora Jana. Od XIV wieku Babimost był miastem królewskim Korony Królestwa Polskiego . 
Miasto wspominały historyczne dokumenty prawne, własnościowe i podatkowe. W 1463 miasto płaciło podatek zwany cyzą. W 1507 Babimost płacił jedną grzywnę szosu. W 1510 miejscowość liczyła 14 łanów osiadłych, 14 ról dodatkowych, a także 4 łany i 4 dodatki wójtowskie, jeden łan folwarczny tworzący folwark, jeden łan plebana, a także 3 młyny wodne. W 1513 król polski Zygmunt Stary przeniósł miasto Babimost z prawa polskiego na prawo magdeburskie, które obowiązywało w Poznaniu oraz odtworzył spalony w pożarze przywilej zatwierdzający dwa jarmarki miejskie na niedzielę przed Wniebowstąpieniem, na wtorek po Wniebowzięciu NMP oraz cotygodniowy targ we wtorek. W 1524 miasto miało obowiązek wysyłania wozów wojennych. Tego roku uruchomiono również w Babimoście komorę celną. W 1530 w mieście wybuchł pożar. Król Zygmunt Stary zwolnił z tego powodu mieszkańców Babimostu na 8 lat od poboru i na 2 kwartały od czopowego, a także udzielił miastu znacznych przywilejów, zrównując prawa miejskie z prawami miasta Poznania  .

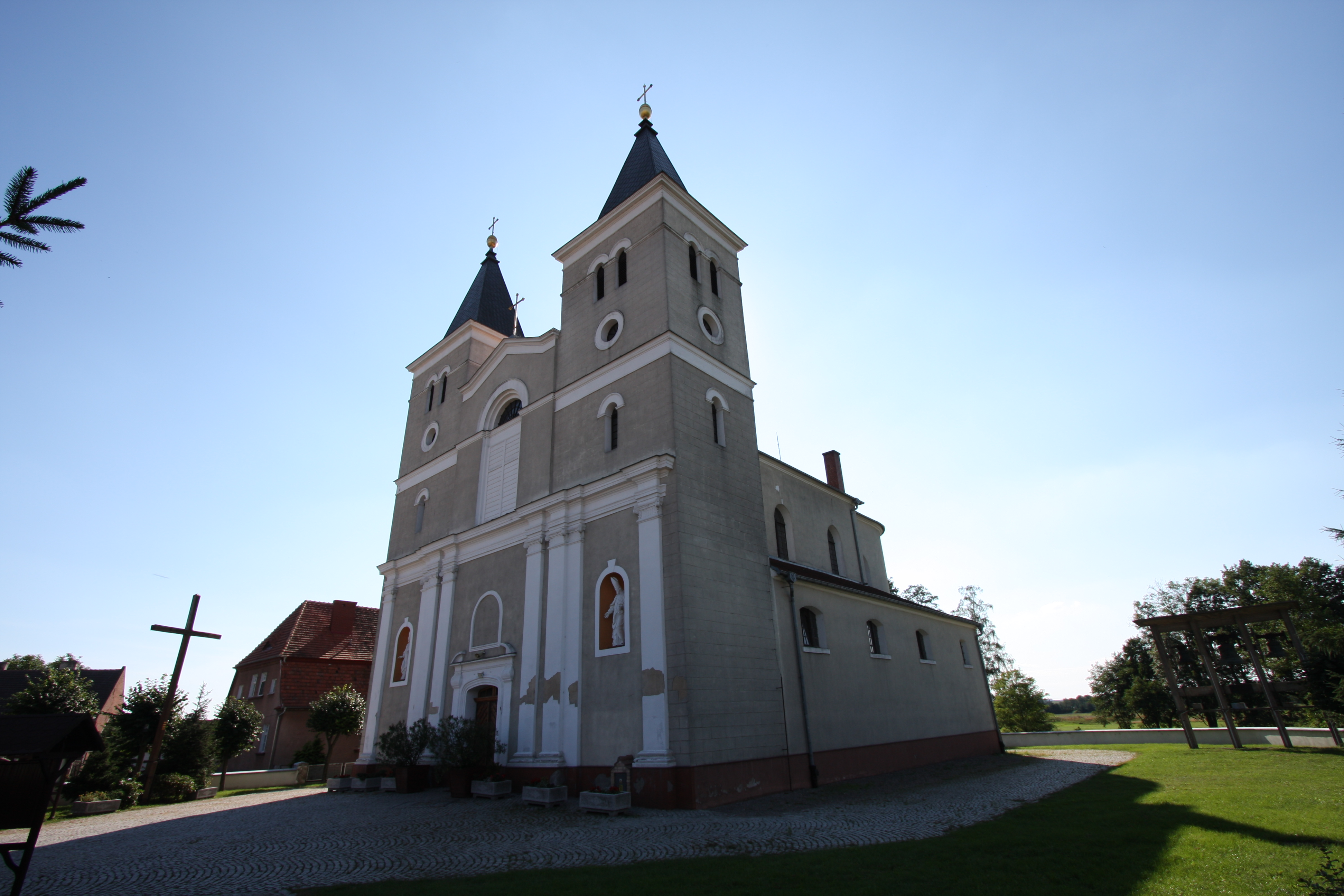
Kościół św. Wawrzyńca z 1730 roku

Rozkwit Babimostu nastąpił w połowie XVII wieku. W 1656 roku miasto było dwukrotnie spalone przez wojska szwedzkie. W tym czasie starosta babimojski Krzysztof Jan Żegocki zorganizował partyzantkę na Ziemi Babimojskiej. W połowie XVIII wieku w Babimoście proboszczem był historyk piśmiennictwa polskiego i bibliograf Jan Daniel Janocki. Babimost należący do starostwa babimojskiego, pod koniec XVI wieku leżał w powiecie kościańskim województwa poznańskiego w Rzeczypospolitej Obojga Narodów. W 1710 miasto ucierpiało przez pomór spowodowany zarazą, a w 1781 odniosło zniszczenia przez pożar. W połowie wieku XVIII starostą Babimostu był Karol Biron książę kurlandzki, po nim Piotr Potocki. Do roku 1798 funkcję tę pełnił Łukasz Bniński  .
W wyniku rozbiorów Polski Babimost po 1793 roku znalazł się w zaborze pruskim w granicach Królestwa Prus. Rząd pruski skonfiskował starostwo babimojskie i darował dobra starościńskie generałowi Köekritz, który je później sprzedał Unruhom. W 1807 w wyniku zwycięskiego powstania wielkopolskiego z roku 1806 miasto do 1815 znajdowało się w granicach Księstwa Warszawskiego . W 1832 miasto po raz kolejny dotknął wielki pożar . W 1905 roku w Babimoście mieszkało 1985 osób, w tym 84,9% Niemców, 13% Polaków i 2% Żydów. 55,2% ludności było katolikami, zaś 42,7% – ewangelikami.
Podczas powstania wielkopolskiego zajęty przez oddział powstańczy pod dowództwem Józefa Kudlińskiego, zakreślając najdalszy zasięg powstania na zachodzie. Mimo tego na mocy traktatu wersalskiego z 1919 roku Babimost pozostał w granicach Niemiec. Do Polski powrócił po 152 latach zaboru dopiero po II wojnie światowej w 1945 roku. 
Babimost leżący w granicach III Rzeszy 29 stycznia 1945 roku zdobyły wojska 11 Korpusu Pancernego 1 Frontu Białoruskiego Armii Czerwonej. W czasie zajmowania miasta doszło w nim do licznych mordów i gwałtów głównie na ludności niemieckiej, ale w mniejszym stopniu dotknęło to też ludność polską, która stanowiła mniejszość, a której w pożodze i chaosie wojennym czerwonoarmiści nie odróżniali. Z ok. 500 mieszkańców pozostałych w mieście zginęło 126 osób, które pochowano na cmentarzu ewangelickim. Zniszczeniu uległo 35% zabudowy miasta.
Obecnie ośrodek usługowy z drobnym przemysłem (drzewny, skórzany i dziewiarski). Ośrodek regionu etnograficznego zwany Babimojszczyzną (zachowany folklor wielkopolski, stroje ludowe, pieśni).
W Babimoście znajduje się siedziba dekanatu diecezji zielonogórsko-gorzowskiej Kościoła katolickiego w Polsce.
W latach 1975–1998 miasto administracyjnie należało do woj. zielonogórskiego.

### Historia Żydów w Babimoście
Pierwsze potwierdzone wzmianki o Żydach w miejscowości pochodzą z 1685 roku. W 1746 roku otrzymali oni przywilej określający ich sytuację. Synagoga powstała przed 1770 rokiem. W tym samym czasie założono kirkut. W 1793 roku, kiedy Prusy zajęły Babimost, żyło w mieście 150 Żydów, a w 1799 roku było 205 Żydów na 1412 mieszkańców miasta. W tym roku została wybudowana nowa synagoga. Od 1840 roku, kiedy stolicę powiatu przeniesiono do Wolsztyna, liczebność społeczności żydowskiej zaczęła systematycznie spadać. W 1857 roku w miejscowości mieszkało 300 Żydów, ale w 1871 – 160. Po I wojnie światowej gmina żydowska praktycznie przestała istnieć. Ostatni przewodniczący gminy żydowskiej, Alex Neumann, postanowił sprzedać budynek synagogi ewangelikom. Dzięki odpowiednio sporządzonej umowie, budynek przetrwał noc kryształową i zachował się do dziś. W czerwcu 1939 Alex Neumann sprzedał swoją firmę i jako ostatni z przedstawicieli społeczności żydowskiej opuścił miasto.

### Uprawa winorośli
Babimost był najbardziej na północ położoną miejscowością w Europie, w której uprawiano winorośl. Należał do regionu przemysłowej uprawy winorośli zwanego niegdyś wschodnioniemieckim obszarem winiarskim (Ostdeutsches Weinbaugebiet). Historia tutejszego winiarstwa sięga XII wieku i trwała do wieku XX.

## Demografia
Według danych GUS z 31 grudnia 2019 r. Babimost liczył 3923 mieszkańców.
- Piramida wieku mieszkańców Babimostu w 2014 roku[21].

## Zabytki

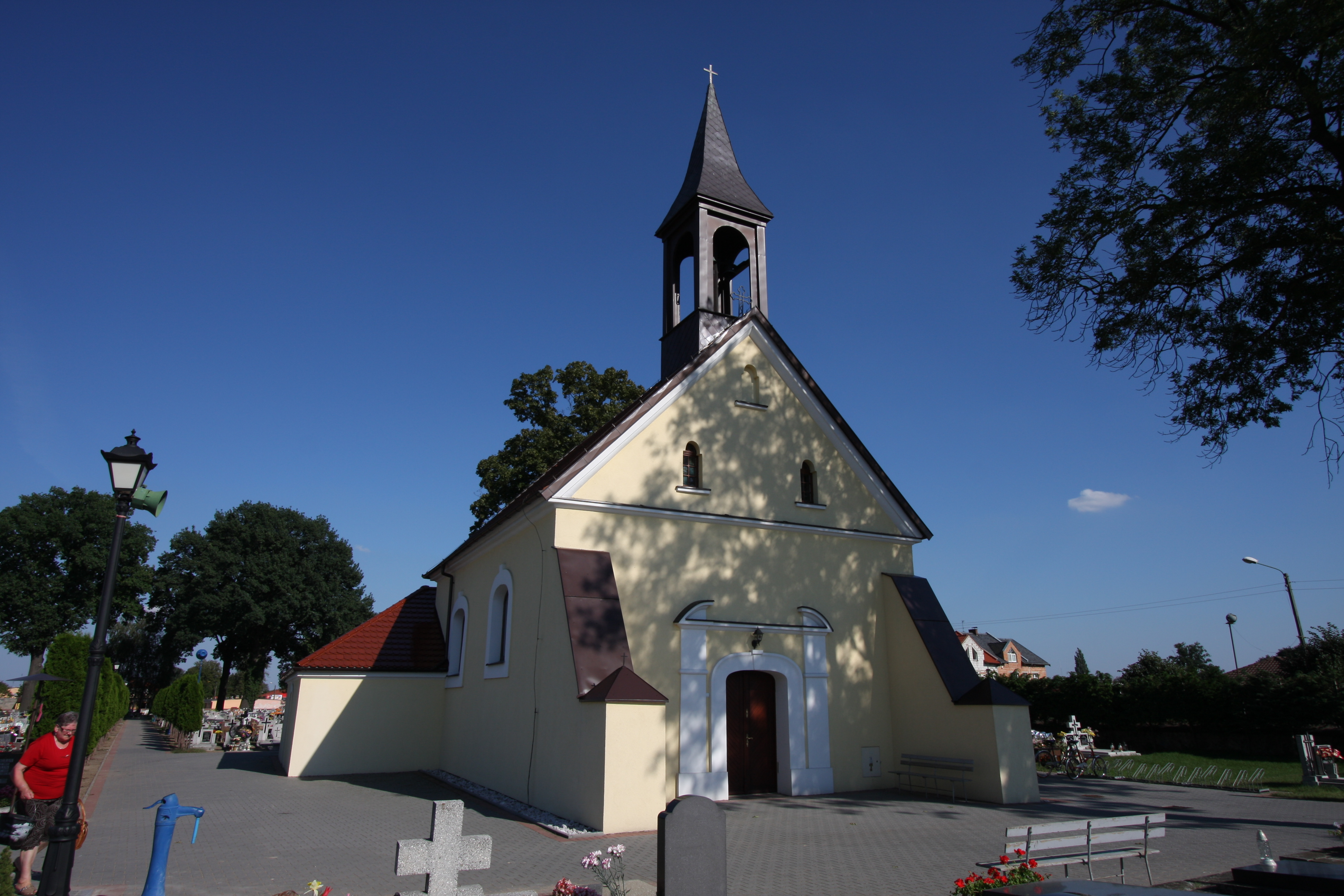
Kościół filialny pod wezwaniem św. Jacka z przeł. XVIII/XIX wieku

Do wojewódzkiego rejestru zabytków wpisane są:
- miasto,
- kościół parafialny pod wezwaniem św. Wawrzyńca[23], z 1730 roku,
- kościół filialny (kaplica cmentarna) pod wezwaniem św. Jacka, z XVIII/XIX wieku,
- kościół ewangelicki, z XVIII wieku,
- ratusz, z pierwszej połowy XIX wieku,
- dom, ul. Kościelna 3, drewniany, z połowy XIX wieku.

inne zabytki:
- synagoga, z drugiej połowy XIX wieku,
- cmentarz żydowski,
- budynek organistówka, z drugiej połowy XVIII wieku,
- kościół ewangelicki, z XVIII wieku.

## Transport

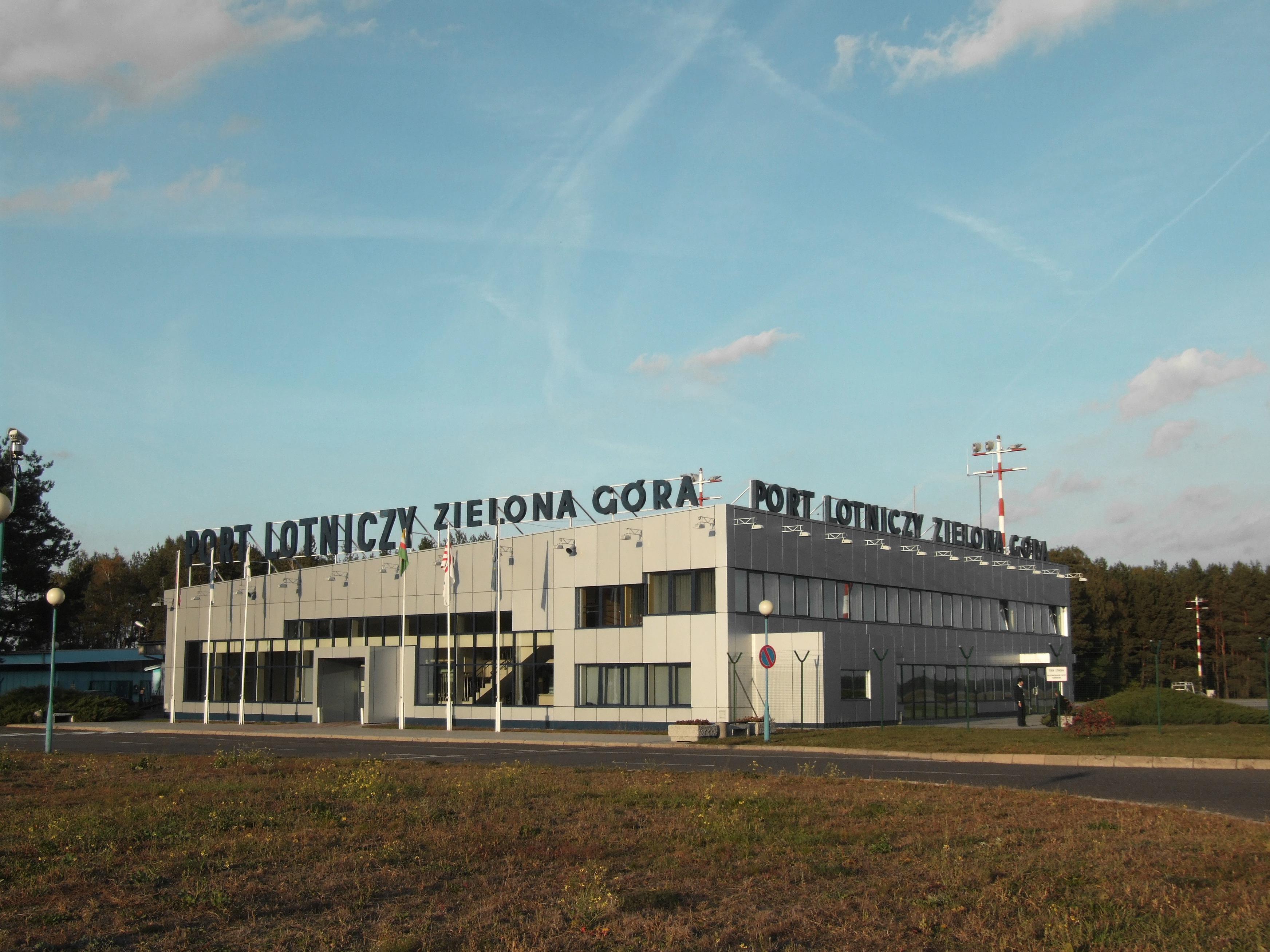
Port lotniczy Zielona Góra-Babimost

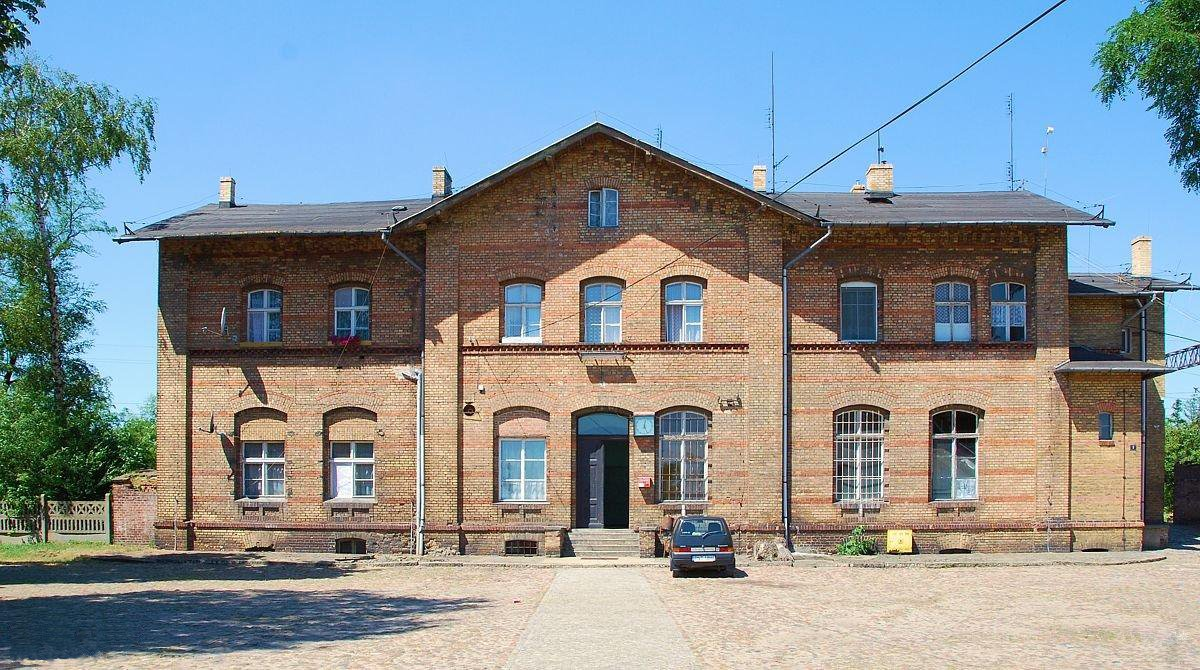
Stacja kolejowa Babimost

Węzeł drogowy. W mieście krzyżują się drogi wojewódzkie:
- nr 303, kierunek: Świebodzin – Babimost – Wolsztyn
- nr 304, kierunek: Sulechów – Babimost – Zbąszynek
- nr 313, kierunek: Kargowa

Od 7 października 2010 roku funkcjonuje także obwodnica Babimostu o długości 5,303 km, łącząca ze sobą wyloty dróg wojewódzkich nr 303, 304 i 313 oraz drogi gminne.
4 km na południowy zachód od Babimostu znajduje się port lotniczy Zielona Góra-Babimost, który został zbudowany w latach pięćdziesiątych XX wieku. Przez miasto przebiega linia kolejowa: Zielona Góra – Poznań (zelektryfikowana) – na stacji w Babimoście odgałęzia się bocznica towarowa do lotniska. Czynne są cztery tory, jednak ruch osobowy odbywa się głównie po torze pierwszym przy peronie II. Na stacji zatrzymują pociągi IC: „Zielonogórzanin” i „Strzelecki” (Zielona Góra - Warszawa), „Lubuszanin” do Lublina, „Stoczniowiec” i „Bachus” relacji Zielona Góra - Gdynia i „Ukiel” do Olsztyna, a także Regio: Nowa Sól/Zielona Góra – Poznań Główny oraz Zielona Góra – Gorzów Wielkopolski.

## Sport
Piłka nożna:

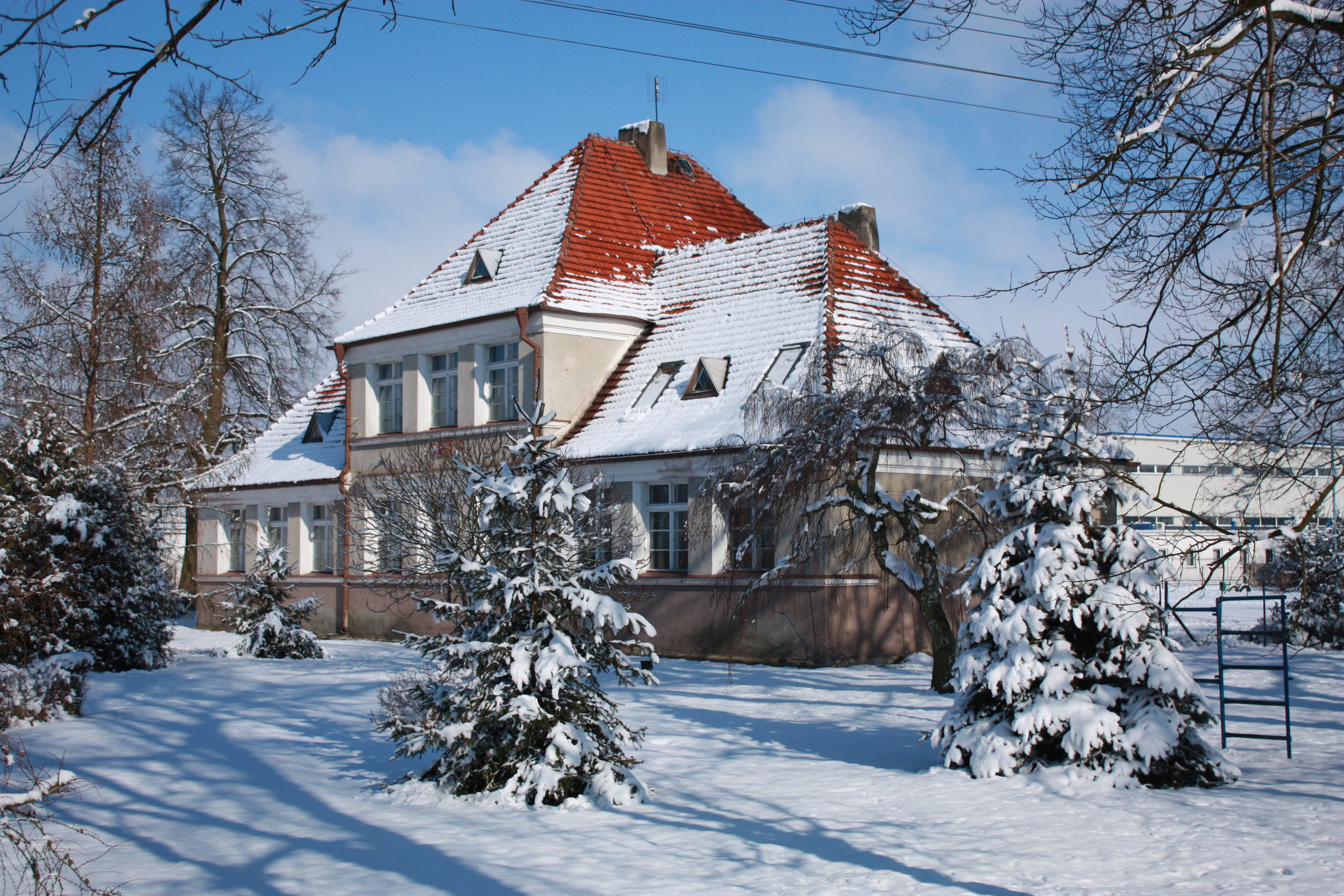
Szkoła Młodzieżowego Ośrodka Wychowawczego w Babimoście

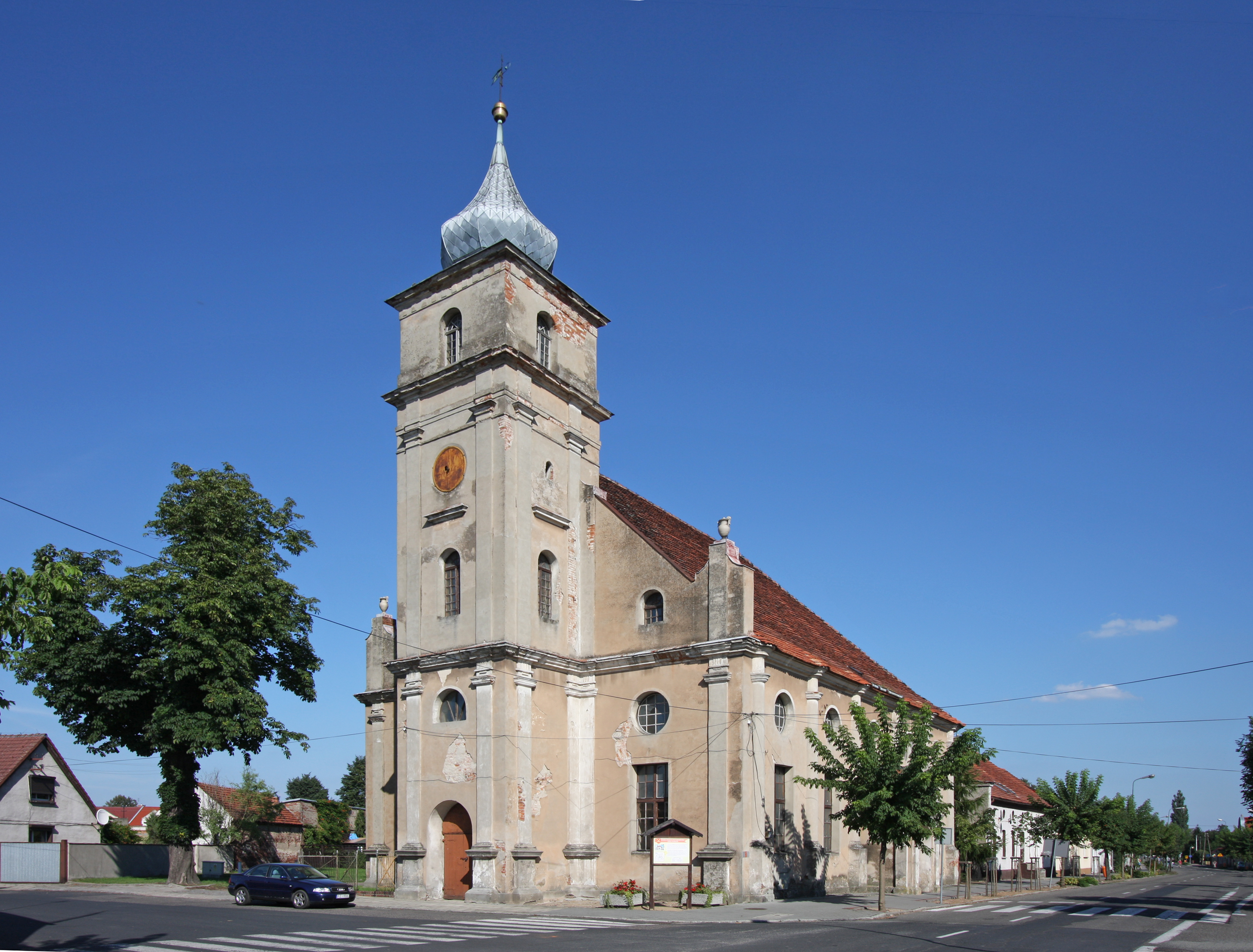
Kościół ewangelicki z XVIII wieku

- Ludowy Klub Sportowy „Klon” Babimost[24] – klub piłkarski założony w 1945 roku i występujący w B-klasie.
- UKS Iskra Babimost – klub uczniowski.

Unihokej UKS Fenomen Babimost:
- młodzicy,
- juniorzy młodsi.

## Miasta partnerskie
- Neuruppin, Niemcy
- Döbern, Niemcy[25]